# Try Real!
Singles de Yui Sakakibara
Eien no Koi
(2008) Gessei no Kanon
(2008)
Try Real! est le 13e single de Yui Sakakibara sorti sous le label LOVE×TRAX Office le 29 octobre 2008 au Japon. Il arrive 80e à l'Oricon, il reste classé 1 semaine pour un total de 1 140 exemplaires vendus.
Try Real! a été utilisé comme thème pour le jeu vidéo Fate/tiger colosseum UPPER sur PlayStation Portable. Try Real! se trouve sur l'album Yeeeeell!.

## Liste des titres
Toutes les paroles sont écrites par Yui Sakakibara.
| 1. | Try Real!                    | DJ Shimamura | 4:34 |
| 2. | Try Real! (Instrumental)     | DJ Shimamura | 4:34 |
| 3. | Try Real! (fate on fake mix) | DJ Shimamura | 4:24 |